# Ramskapelle (Nieuwpoort)
Ramskapelle is een dorp in de Belgische provincie West-Vlaanderen en een deelgemeente van de kuststad Nieuwpoort, het was een zelfstandige gemeente tot aan de gemeentelijke herindeling van 1971. Ook de gemeente Knokke-Heist aan de oostkust heeft een deelgemeente Ramskapelle.

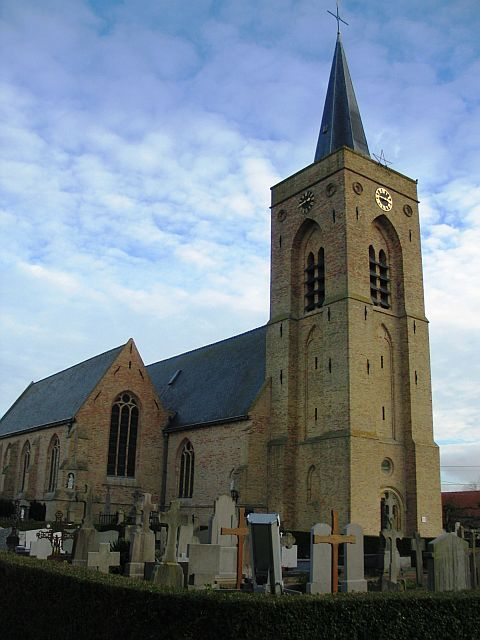
Sint-Laurentiuskerk te Ramskapelle (29 dec 2004)

Het grondgebied van Ramskapelle wordt ten oosten begrensd door de IJzer, ten noorden door de Grote Beverdijkvaart, die door het grondgebied vanuit het zuiden komt, ten westen door de Koolhofvaart en ten zuiden door de Kleine Beverdijkvaart.

## Geschiedenis
Op de Ferrariskaarten uit de jaren 1770 is Ramskapelle te zien als Ramscapelle. In het centrum was een kerk met kerkhof, een houten windmolen, en een klein 20-tal huizen, boerderijen en schuren. Een eind buiten het dorp waren nog een dertigtal boerderijen, waarvan er bijna 15 van de gebouwen en moestuinen, volledig of gedeeltelijk, omringd waren door een slotgracht.

### Eerste Wereldoorlog
Ramskapelle is bekend omwille van de hevige gevechten die hier tijdens de Eerste Wereldoorlog plaatsvonden. Het dorp lag net ten westen van de spoorweg Nieuwpoort-Diksmuide tussen Nieuwpoort en Diksmuide, waarachter het Belgische leger zich vanaf oktober 1914 terugtrok na de Slag om de IJzer.
De Belgen konden hier standhouden omdat de vlakte tussen de spoorwegberm en de IJzer onder water werd gezet. Onderzoeksrechter Feys uit Veurne suggereerde dit plan aan kolonel Wielemans (chef op het hoofdkwartier); het werd uitgevoerd met de hulp van Belgische geniesoldaten (kapitein Fumé) en van schippers Hendrik Geeraert en Karel Cogge.
De Duitsers konden Ramskapelle in oktober 1914 bezetten maar een tegenaanval van het Belgische 6de Linieregiment, gesteund door het 16e bataljon Franse Jagers te Voet verdreef ze opnieuw. Bij de Belgen sneuvelden meer dan 100 soldaten. Het dorp werd zwaar beschadigd. Het station, de kerk en vele huizen waren niet meer dan ruïnes.

## Demografische ontwikkeling
- Bronnen:NIS, Opm:1831 tot en met 1970=volkstellingen; 1976 = inwoneraantal op 31 december

## Bezienswaardigheden
- De Sint-Laurentiuskerk
- In het noordwesten, vlak bij de grens met Wulpen zijn de restanten bewaard van de steenbakkerij Briqueteries, Tuileries en Céramiques uit het begin van de 20ste eeuw. Een atelier uit 1904-1905 en een schoorsteen van de vlasroterij uit het interbellum zijn bewaard en beschermd, net als staat het restant van een vrijstaande schoorsteen die tijdens de Eerste Wereldoorlog als observatiepost was ingericht en van waaruit men over de spoordijk kon uitkijken.
- Ramskapelle ligt op een fietsroute, de Frontzate, aangelegd op die oude spoorwegberm tussen Nieuwpoort en Diksmuide. Het station van Ramskapelle was een versterkte observatiepost. De ruïne is nog steeds bewaard en beschermd als monument.
- De Belgische militaire begraafplaats van Ramskapelle telt meer dan 600 Belgische soldaten die sneuvelden in de Eerste Wereldoorlog.
- Op de plaats waar tot voor de oorlog de windmolen van Ramskapelle stond staat Demarcatiepaal nr. 3, met daarachter een miniatuurwindmolen ter ere van de Franse 16de Chasseurs à pied.
- In het noorden, aan de rand van het stadscentrum van Nieuwpoort ligt de Koolhofput, een spaarbekken en natuurgebied.

## Galerij

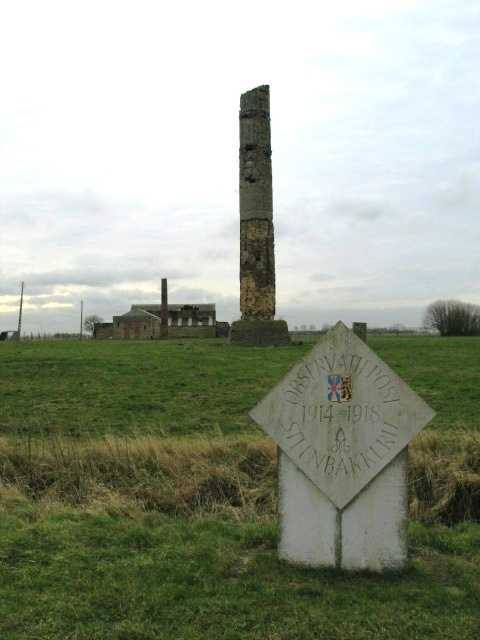
Observatiepost, ingericht in de schouw van een steenbakkerij
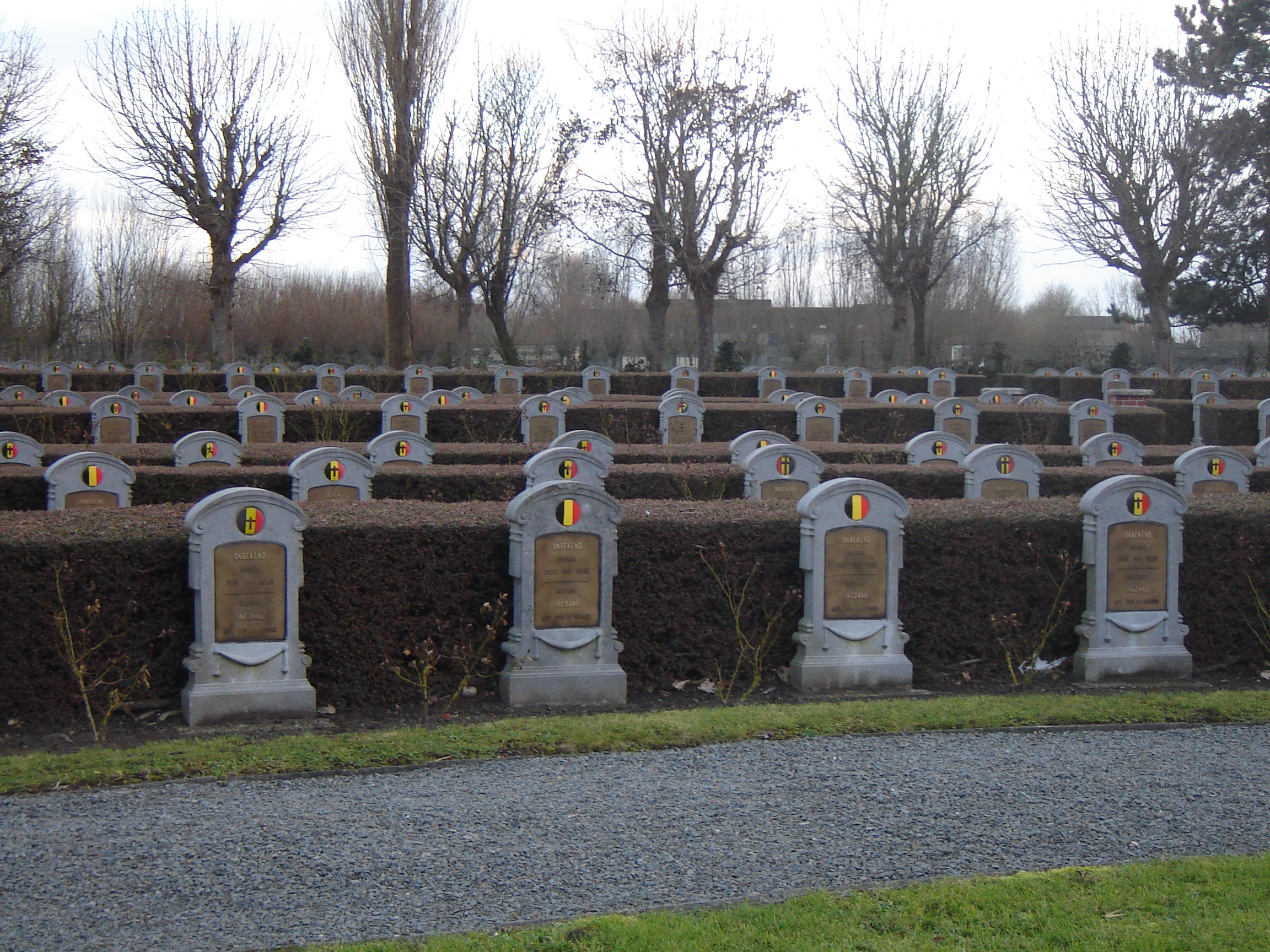
Belgische militaire begraafplaats
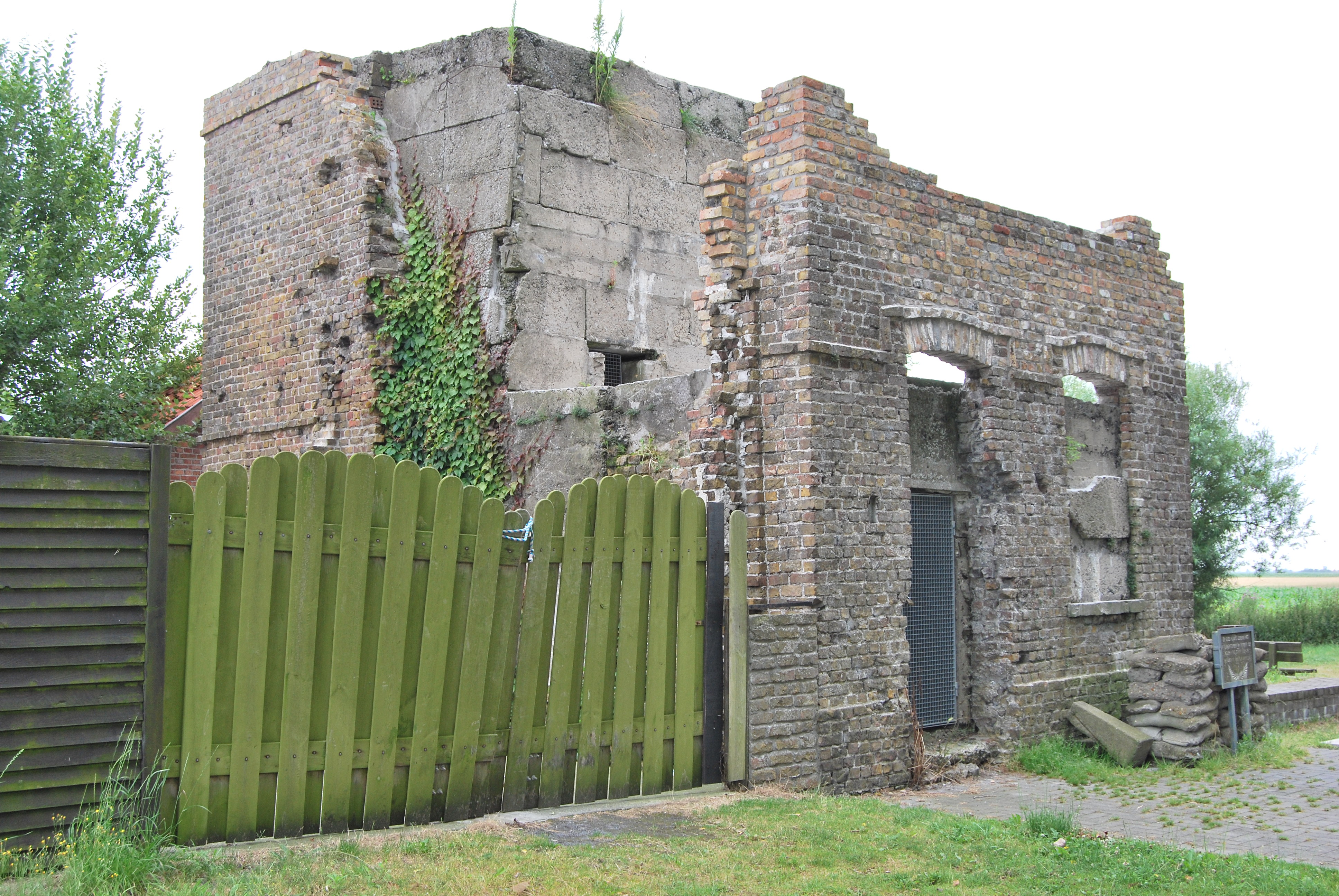
Ruïnes versterkt spoorwegstation
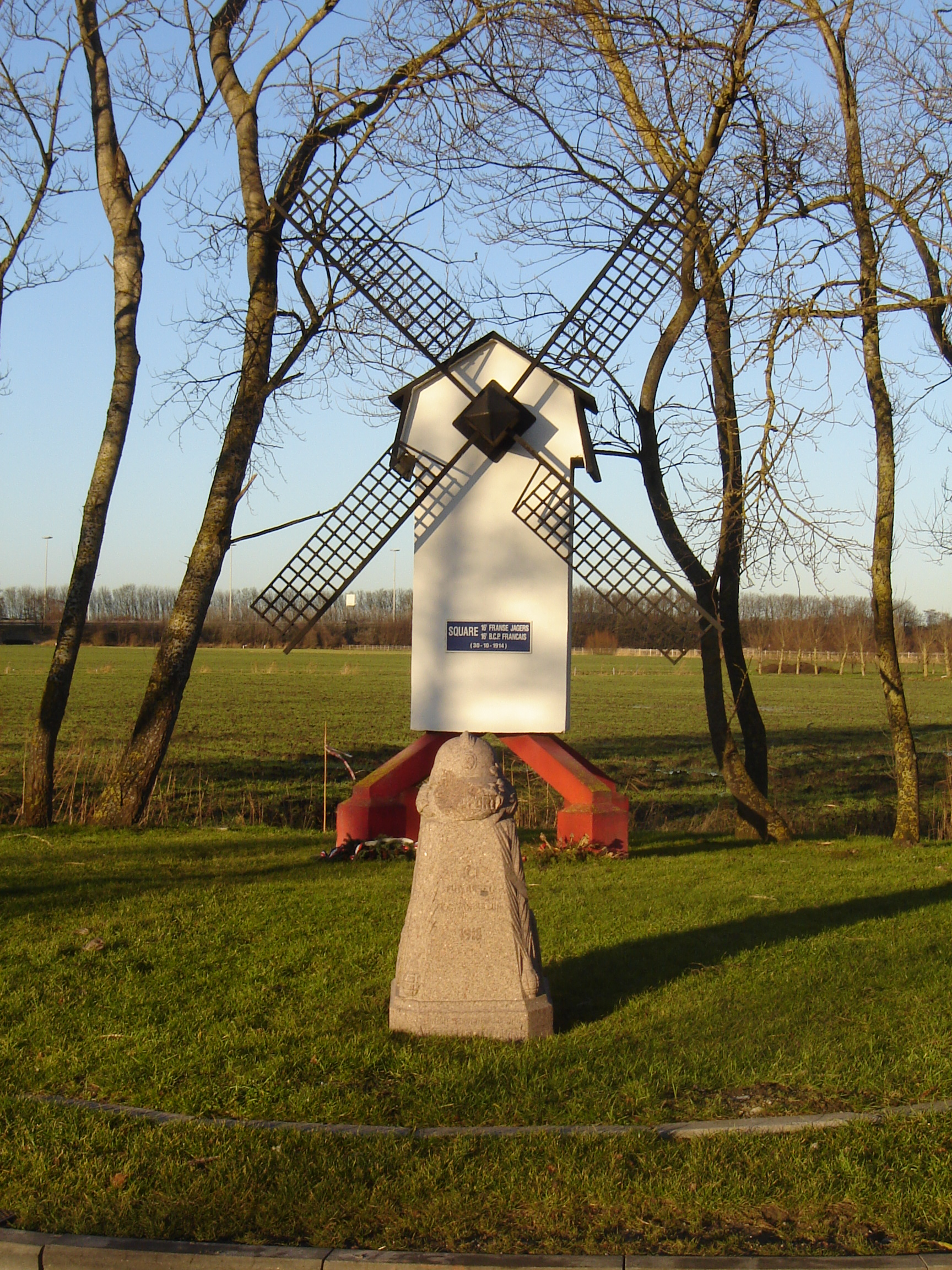
Herdenkingsmolen en demarcatiepaal nr. 3
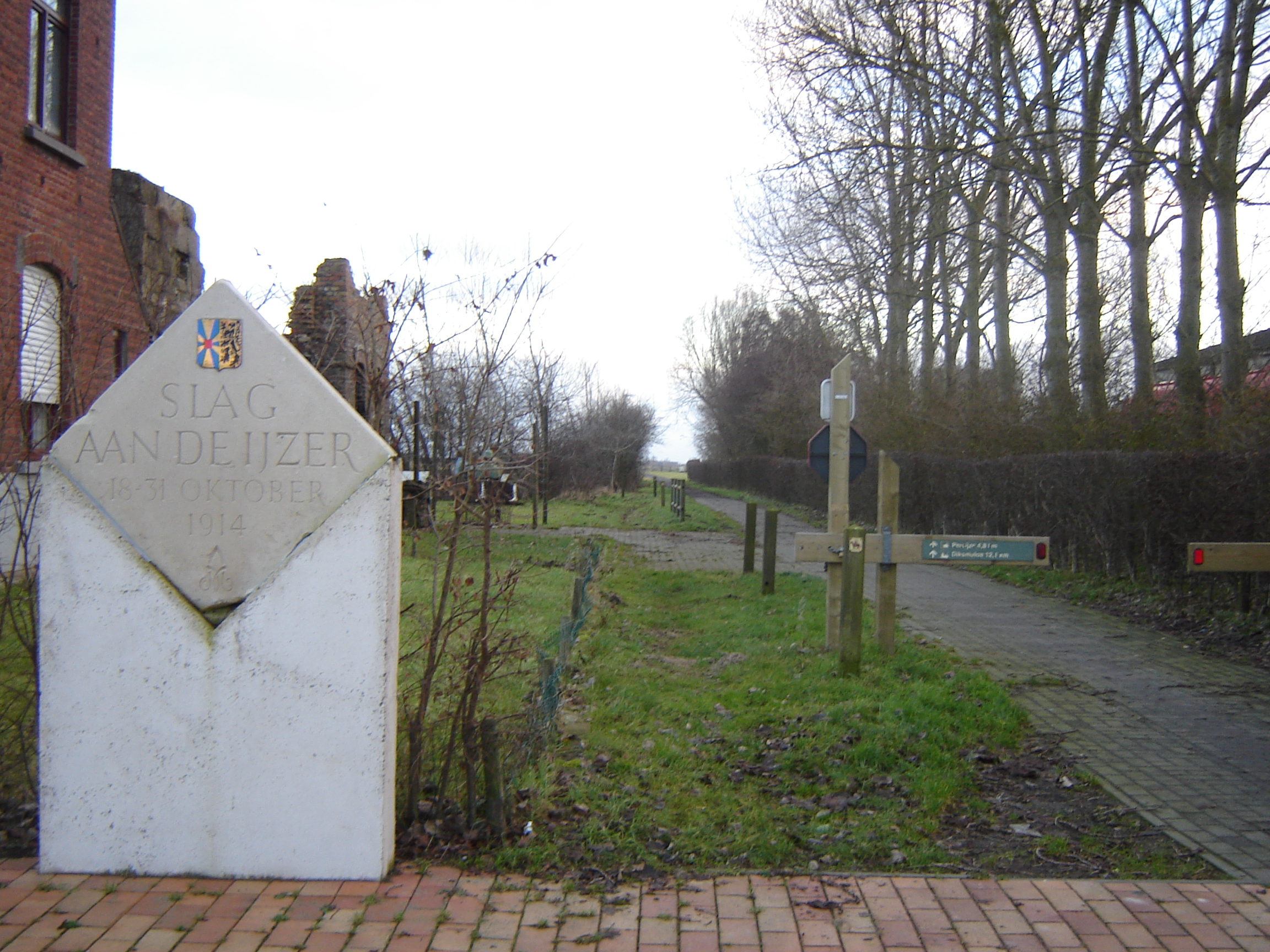
Frontzate aan het oude spoorstation
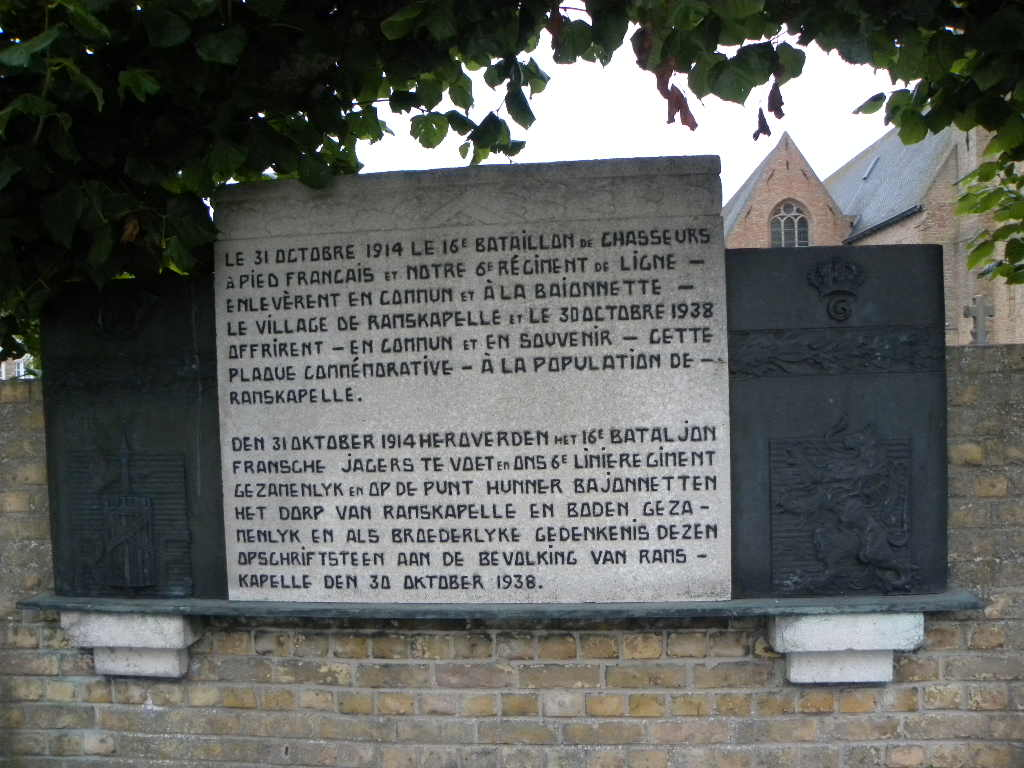
Monument voor Belgische 6de Linieregiment en Franse Regiment 16de Jagers te voet, Kerkplein

## Natuur en landschap
Ramskapelle ligt in het West-Vlaamse polderland op een hoogte van ongeveer 2,5 meter. De belangrijkste waterlopen zijn de Noordvaart en de Ramskapelleleed. In het noordwesten bevindt zich de A18.

## Politiek
Ramskapelle had een eigen gemeentebestuur en burgemeester tot de fusie van 1971. Burgemeesters waren:
- 1830-1832 : Philippus Jacobus Tahon
- 1832-1845 : Petrus Franciscus David
- 1845-1861 : Josephus Benedictus Jonckheere
- 1861-1873 : Ferdinandus Franciscus Vandewoude
- 1873-1879 : Carolus Ludovicus Cavereel
- 1879-1891 : Leopold Louis Houtsaeger
- 1891-1928 : Ivo Benoit Monteyne
- 1929-1933 : Leo Julius Lammerant
- 1933-1945 : Maurice Broucke
- 1945-1947 : Arthus Pamphiel Pauwels
- 1947-1953 : Alfons Alois Monteyne
- 1953-1965 : Oscar Vanden Broucke, grootvader van Geert Vanden Broucke
- 1965-1971 : René Vanhee

## Nabijgelegen kernen
Sint-Joris, Nieuwpoort, Booitshoeke, Pervijze